# NN-212
La carretera NN-212 es una vía departamental secundaria ubicada en el departamento de Rivas, en el suroeste de Nicaragua. Conecta el sector judicial del municipio de Belén con la comunidad de Pueblo Nuevo, mejorando significativamente el acceso a servicios básicos, transporte rural y comercio local. Fue inaugurada en 2024.

## Trazado y cruces
La siguiente tabla muestra las principales localidades y conexiones por donde transita la NN-212:
| km   | Localidad               | Departamento | Conexión / Ruta |
| ---- | ----------------------- | ------------ | --------------- |
| 0.0  | Casa de Justicia, Belén | Rivas        |                 |
| 5.8  | Comunidad El Pochote    | Rivas        |                 |
| 12.1 | Pueblo Nuevo            | Rivas        |                 |

## Coordenadas
Uno de los tramos de la NN-212 puede ser encontrado en las coordenadas: 11°26′33″N 85°47′31″O / 11.4425, -85.7920